# نشانه‌شناسی اجتماعی
نشانه‌شناسی اجتماعی یک تئوری خالص نبوده و حوزه ای مستقل به‌شمار نمی‌رود. از خود دانشی را ارائه می‌دهد که در موارد خاص و مشکلات خاص بکار گرفته می‌شود و همواره لازم است که خود را در مفاهیم و روش‌های نشانه‌شناسی غوطه ور ساخته بلکه در حوزه‌های دیگر درگیر نماییم. نشان‌شناسی اجتماعی در اصل نوعی پرسشگری به حساب می‌آید و همواره پاسخ‌های آماده ای برای پرسش‌ها ارائه نمی‌دهد. این تئوری ایده‌هایی را ارائه می‌دهد که به فرموله کردن پرسش‌ها و روش‌های جستجو به پاسخ‌های آن می‌پردازد.

## چه نوع از فعالیتی را نشانه‌شناسی گفته و نشانه‌شناسان چه می‌کنند؟
نشانه‌شناسان معمولاً در سه نوع فعالیت درگیر هستند.
1. آن‌ها به جمع‌آوری مستندات پرداخته و به صورت سیستماتیک به دسته‌بندی منابع نشان‌شناسی و تاریخچه آن‌ها می‌پردازند
2. آن‌ها برسش می‌کنند که چگونه این منابع در موقعیتهای خاص تاریخی و فرهنگی مورد استفاده قرار می‌گیرند و مردم در موقعیت‌های مختلف در مورد آن‌ها صحبت کرده، آن‌ها را طراحی کرده و آن‌ها را آموزش داده در مورد آن‌ها قضاوت می‌کنند ویا از آن‌ها انتقاد می‌کنند و غیره
3. در اکتشاف و توسعه منابع جدید نشان‌شناسی مشارکت داشته و کاربردهای جدید منابع نشانه‌شناسی را مشخص می‌کنند.